# Acampamento

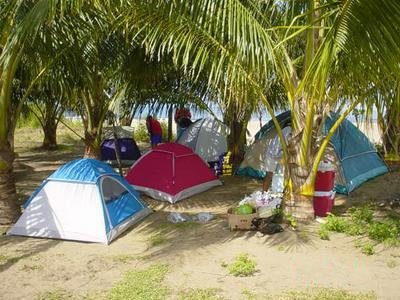
Acampamento em praia

Acampamento é um local onde se estabelecem barracas ou tendas, geralmente com proximidade à natureza onde toda a infraestrutura é levada pelos campistas, tal prática é conhecida por campismo.

## Histórico
A história do acampamento recreativo é muitas vezes rastreada até Thomas Hiram Holding, um alfaiate viajante britânico, mas na verdade foi popularizado no Reino Unido no rio Tâmisa. Na década de 1880, um grande número de visitantes participava do passatempo, que estava ligado à mania vitoriana da navegação de recreio. O equipamento de acampamento inicial era muito pesado, por isso era conveniente transportá-lo de barco ou usar embarcações que se convertiam em tendas.
Embora Thomas Hiram Holding seja frequentemente visto como o pai do acampamento moderno no Reino Unido, ele foi o responsável pela popularização de um tipo diferente de acampamento no início do século XX. Ele experimentou a atividade na selva desde sua juventude, quando passou muito tempo com seus pais viajando pelas pradarias americanas. Mais tarde, ele embarcou em um passeio de bicicleta e acampamento com alguns amigos pela Irlanda.
Seu livro sobre sua experiência na Irlanda, Cycle and Camp in Connemara, levou à formação do primeiro grupo de camping em 1901, a Association of Cycle Campers, que mais tarde se tornou o Camping and Caravanning Club. Ele escreveu o "The Campers Handbook" em 1908, para que pudesse compartilhar seu entusiasmo por atividades ao ar livre com o mundo.
Possivelmente o primeiro acampamento comercial do mundo foi o acampamento de Cunningham, perto de Douglas, na Ilha de Man, inaugurado em 1894. Em 1906, a Associação de Campistas de Ciclo abriu seu primeiro acampamento próprio, em Weybridge. Naquela época, a organização tinha várias centenas de membros. Em 1910, a Associação foi fundida no National Camping Club. Embora a Primeira Guerra Mundial tenha sido responsável por um certo hiato na atividade de acampamento, a associação recebeu um novo sopro de vida após a guerra, quando Robert Baden-Powell tornou-se seu presidente.
Nos Estados Unidos, o acampamento pode ser rastreado até a publicação de William Henry Harrison Murray, de 1869, da "Camp-Life in the Adirondacks", resultando em uma enxurrada de visitantes aos Adirondacks naquele verão.
A Federação Internacional de Clubes de Campismo (Federation Internationale de Camping et de Caravanning) foi fundada em 1932 com clubes nacionais de todo o mundo afiliados a ela. Na década de 1960, acampar havia se tornado um padrão estabelecido para férias em família e hoje os acampamentos são onipresentes na Europa e na América do Norte.

## Acampamento religioso

#### Cristianismo

##### Cristianismo evangélico

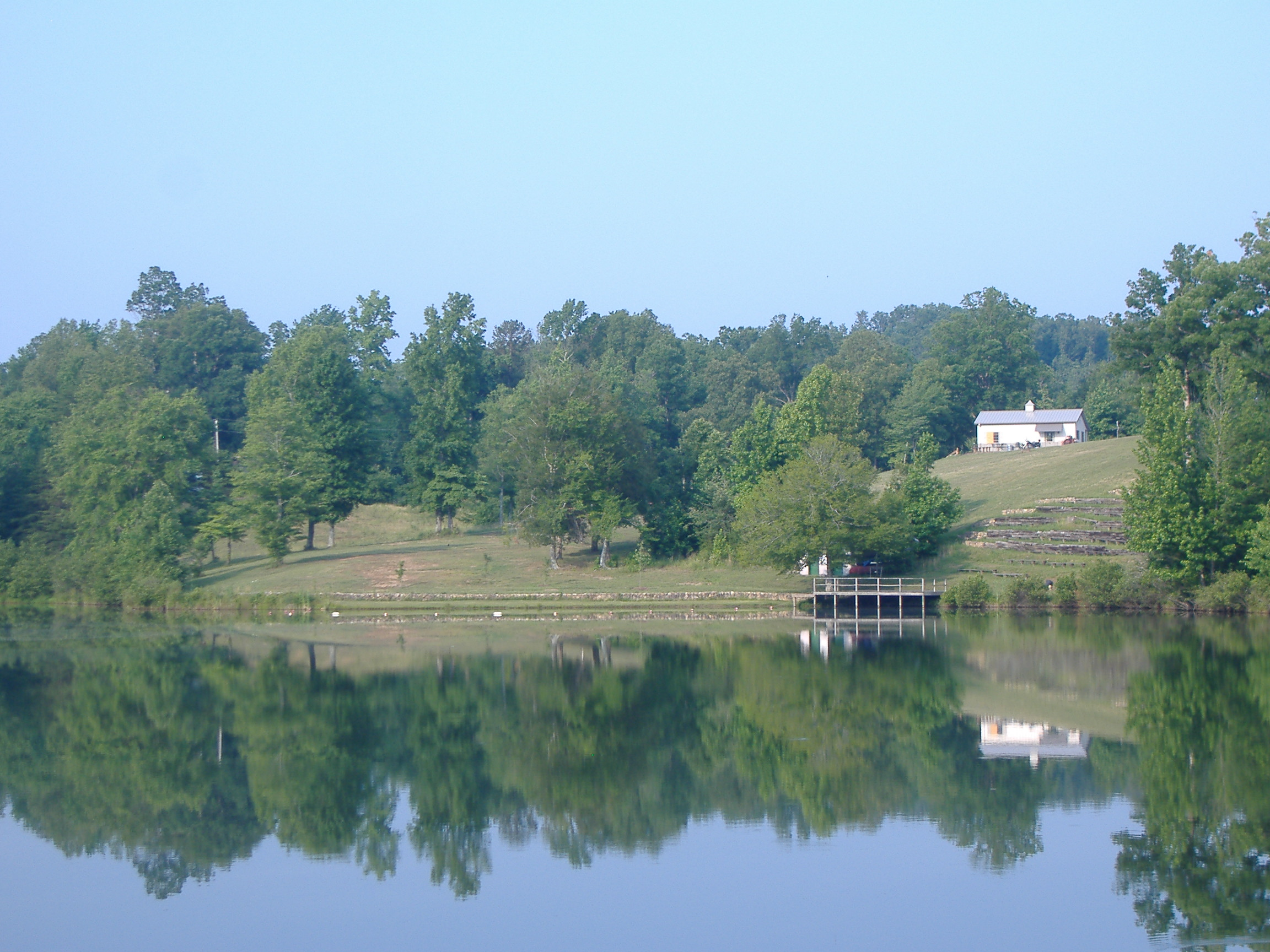
Camp Agape em Benton (Tennessee), Estados Unidos.

No Cristianismo evangélico, o acampamento para um retiro espiritual foi incentivado pelo desenvolvimento de reuniões campais no século XIX, a fim de promover a renovação espiritual, longe da cidade e na natureza.  Esses acampamentos foram uma oportunidade para orar, cantar e ouvir sermões durante vários dias.
Várias associações religiosas também estabeleceram acampamentos ou centros de convenções em locais isolados, que oferecem períodos de retiro para crianças e adultos. 